# 鄭植之中學
新界西貢坑口區鄭植之中學（英語：Cheng Chek Chee Secondary School of Sai Kung & Hang Hau District, N.T，縮寫CCCSS），是香港新界西貢區一所津貼中學，成立於1979年，當時坑口發展剛起步，區內中學學額嚴重不足，地方人士於是成立「新界西貢坑口區中學有限公司」，向港府申請撥地，最後由捷和集團的鄭植之先生捐錢建造，因而得名，於1980年11月27日創校。其他捐錢人包括市政局議員張人龍、九龍樂善堂1969-1970年度主席兼九龍城區議會1985-1994年度主席黃錫江、電視廣播有限公司行政總裁邵逸夫爵士、香港新界婦孺福利會創辦人梁省德、香港藝員狄龍、姜大衛、王鍾、鄧光榮、劉家良、汪禹、香港配音員丁羽、演唱會之父張耀榮、香港導演楚原、李翰祥、張徹等等。

## 鄭植之其人
鄭植之，廣東揭陽人，1898年生，曾任香港潮州商會會長、東華三院及博愛醫院總理、鐘聲慈善社社長等慈善機構、潮州相關學校及團體的職務。

## 該校創校史
1979年9月3日，鄭植之中學於彩虹村聖公會日修小學舉行開學禮，並隨即開課。1980年1月3日，新界政務司鍾逸傑爵士於竹角新校舍主持奠基禮。1980年11月27日，港督麥理浩爵士主持校舍啟用典禮。
1981年9月，招收第一屆中四文理科學生。1982年5月，第一屆學生參加香港會考。同年11月27日，鄭植之中學運動場啟用禮。1983年9月，招收第一屆文理科預科生。
1985年2月1日舉辦第一次公開籌款活動「月明之夜」。1989年10月第一屆學生會成立。1990年9月成立教學語言關注委員會、課程檢討委員會、校務諮詢委員會、電視組。1992年2月成立學校主題小組。
鄭植之中學創校時只有八名教職員（不包括校長）， 包括何潔儀、陳一權、許小紅、黃志然、黃尚淇、黎國偉、鄧旺喜和龔慧兒。1980年， 鄧旺喜先生成為第一位離校老師。同年， 有十一位教職員相繼加入， 包括江美玲、林標蘭、周醒華、林艷梅、高嘉玲、陳士齊、梁錦洪、黃東成、黃研科、傅德華和漆素嫻。
1997年，李瑞英老師接替陳霍寶珍校長。
2017年，列志佳副校長接替李瑞英校長。
2023年1月1日，李志霖校長接替列志佳校長。

## 課程
開設下列各科，期望能適切到不同學生的能力與性向。各科包括四科核心科目：中國語文、英國語文、數學（必修部份及可供選修之延伸單元二）及通識教育，十二科選修科目：中國歷史、經濟、地理、歷史、生物、物理、化學、「企業、會計與財務概論」、「資訊及通訊科技」、視覺藝術、「酒店服務營運」及「西式食品製作」（最後兩科分別由「香港城市大學專業進修學院」及「職業訓練局」主辦），學生可於高中二選修四個必修校本課程/科目：音樂、視覺藝術欣賞、體育及「班主任課/生活教育課/週會」。另外，學生還需要體驗學業以外的「其他學習經歷」，包括德育及公民教育、社會服務、體藝及與工作有關的經驗，以達至全人發展。

## 科目
學校共設有26個科目，包括有中文、英文、數學、英文會話、地理、歷史、中國歷史、經濟、綜合科學、物理、生物、化學、設計與科技、資料與通訊科技、家政、視覺藝術、音樂、體育、普通話、企業、會計與財務概論、視覺藝術欣賞、音樂藝術欣賞、代數與微積分延伸單元、生活與社會科、公民與社會發展科。
中一至中二級科目/ 課堂包括 :
中文、英文、數學、英文會話、地理、世界歷史、中國歷史、綜合科學、設計與科技、家政、資訊及通訊科技、音樂、視覺藝術、普通話、體育、生活與社會科、班主任課/生活教育課
中三科目/ 課堂包括 :
中文、英文、數學、英文會話、地理、世界歷史、中國歷史、物理、化學、生物、設計與科技、家政、資訊及通訊科技、音樂、視覺藝術、普通話、體育、生活與社會科、經濟、班主任課/生活教育課
中四至中六課堂科目/ 課堂包括 : 
1.	中文、英文、數學及公民與社會發展科
2.	高中選修科目十六科：地理、世界歷史、中國歷史、物理、化學、生物、經濟、企業、會計與財務概論、資訊及通訊科技、視覺藝術、體育(文憑試)、「酒店服務營運」、「運動及體適能教練」、 「西式食品製作」、「電影及超媒體」及「幼兒教育」

## 教學語言安排
中一至中三級，「英語延展教學活動」的課時比重會依教育局安排而作出規劃。在新高中內，讓學生於數學（包括數學延伸單元二）、物理、化學、生物、經濟、地理、歷史、「企業、會計與財務概論」及「資訊及通訊科技」各科內選擇以母語或英語作為應考語言（上述部份科目在不同年級有不同之安排）。

## 師資
大部份教師的教學年資超過十年，具有豐富教學經驗，2023-2024年度老師中資歷最深要數鄭惠珠老師（1988年加入該校，至今達36年）。100%教師具學士學歷，約五成教師擁有碩士或博士的學歷。其中不少老師獲得殊榮。
2006年副校長鄺保傑 獲頒行政長官卓越教學獎。2007年葉詠兒老師獲頒行政長官卓越教學獎。2007-2008年度黃志堅老師獲「國際啟發潛能教育聯盟(香港)」頒發傑出教師獎。2014年曾頌欣老師獲頒行政長官卓越教學獎。2014年杜寶恩老師獲頒行政長官卓越教學獎。

## 歷任校長
- 陳霍寶珍[5]（1979年9月1日至1997年8月31日）
- 李瑞英（1997年9月1日至2017年8月31日）
- 列志佳（2017年9月1日至2022年12月31日）
- 李志霖（2023年1月3日至今）

## 交通
校園鄰近香港科技大學

### 校巴
校巴站分佈以下地點：
- 將軍澳港鐵站、調景嶺港鐵站、坑口港鐵站、寶琳港鐵站、彩虹坪石邨、安達邨

### 小巴
新界專線小巴︰
- 1：德福花園（偉業街）↔ 西貢碼頭
- 1A：彩虹站 ↔ 西貢
- 11：彩虹站 ↔ 坑口站
- 11M：香港科技大學 ↔ 坑口站（循環線）
- 12：西貢碼頭 ↔ 寶林站
- 101M：西貢 ↔ 坑口站
- 104：香港科技大學 ↔ 牛頭角站（循環線）

### 巴士
- 新巴792M線：將軍澳站 ↔ 西貢
- 九龍巴士91線：鑽石山站 ↔ 清水灣
- 九龍巴士91M線：寶琳站 ↔ 鑽石山站
- 九龍巴士92線：鑽石山站 ↔ 西貢
- 九龍巴士96R線：鑽石山站 ↔ 黃石碼頭（週日及假日服務）
- 九龍巴士292P線：西貢 → 觀塘創紀之城（只往觀塘，週一至六早上繁忙時間服務）

## 著名老師
括號內數字為任教年期, 沒括號內數字者則為現任老師
- 楊啟耀（1981-2019）：曾經創辦生命分享網頁，著有《新約聖經話咁易》一書。
- 黎國偉（1979-1996）：《木子集》創刊者，香港考試及評核局評核發展部高級經理。
- 黃志然（1979-？）：曾經改編關正傑《相對無言》，並取名《驪歌》。
- 黃研科（1980-1993）：教育署課程發展處督導
- 陳士齊（1980-1983）(「齋Sir」)：社會民主連線創辦人之一，曾任教香港浸會大學宗教及哲學系。
- 江偉（2006-2008）：香港天文台已故高級科學主任。[6]
- 蔡美華（1988年9月-1988年10月）：公民教育委員會委員。
- 鄺保傑（1984-2022）：《物理與生活》（培生）作者之一。

## 著名校友
- 陳志賢醫生：他曾經分享: 「『以誠、敬、勤、健』為我的座右銘，以主耶穌的教訓去服待我要面對的病人。每人只把職責做好，學生只把知識學好，愛人加上虛己，自己和週遭都會變得更美。互勉。」http://www.cccss.edu.hk/alumnisharing.html （页面存档备份，存于）
- 麥仁傑醫生：東區醫院骨科副顧問醫生，創傷部負責人。認為讀書或遊戲是都要盡情投入。為自己定立人生目標，努力去完成自己的夢想。
- 成國權醫生：放射診斷科顧問醫生及首席放射科總監。
- 李前波先生：加拿大航空公司飛機維修部經理（亞洲及澳洲區）。
- 蔡嘉樂先生：香港節日管樂團音樂總監。
- 劉文傑先生：聖芳濟各書院前校長。
- 劉小慧：九十年代香港女歌手。
- 趙海珠：前法國巴黎銀行上市衍生產品部聯席董事、前無綫電視著名新聞女主播。
- 鄭燕玲(Kitty媽) ：前英皇娛樂藝員部前總經理、星級經理人 https://cdn-news.org/news/15593 （页面存档备份，存于）。
- 歐陽妙芝：藝人、香港著名模特兒。
- 黃子俊：香港職業足球運動員。
- 卓佳佳：香港粉嶺北農村及居民聯席、馬寶寶社區農場成員。
- 莫廸輝：香港古典吉他演奏家。
- 陳昭煊：全民造星4 20強及現為一位網絡紅人、歌手。
- 李仲賢：電影攝影，憑《慧童-Something About Us》入圍2024年第61屆金馬獎最佳紀錄短片
- 吳采軒：全民造星6參賽者

## 學生會
鄭植之中學在1990年正式成立第一屆學生會。根據校網記載，鄭植之中學先於1988年9月成立「學生會籌備委員會」（成員包括李瑞英前校長）以負責籌備工作，後於1988-89年度進行初步諮詢及方案設計，並於89年開學前制訂方案，再以「綠皮書」形式進行諮詢及宣傳，最後於1990年正式成立第一屆學生會。學生會歷任會長如下。

第一至七任：不詳
第八任：沈頌恩（1997-1998）
第九任：張偉業（1998-1999）
第十任：吳志邦（1999-2000）
第十一任：廖世豪（2000-2001）
第十二任：蘇翠勤（2001-2002）
第十三任：成思穎（2002-2003）
第十四任：黃嘉健（2003-2004）
第十五任：梁柏昌（2004-2005）
第十六任：卓佳佳（2005-2006）
第十七任：謝家俊（2006-2007）
第十八任：彭鈞煒（2007-2008）
第十九任：許鑫（2008-2009）
第廿任：關雋彥（2009-2010）
第廿一任：黃健燊（2010-2011）
第廿二任：李康明（2011-2012）
第廿三任：李嘉慧（2012-2013）
第廿四任：黃衍熹（2013-2014）
第廿五任：楊小慧（2014-2015）
第廿六任：陳樂（2015-2016）
第廿七任：羅芷晴（2016-2017）
第廿八任：溫鍏喬（2017-2018）
第廿九任：蘇瑋程（2018-2019）
第三十任：謝子瀅（2019-2020）
第三十一任：辛睿縈（2020-2021）
第三十二任：洪瀚翔（2021-2022）
第三十三任：嚴駿一（2022-2023）
第三十四任：蘇菲（2023-2024）
第三十五任：梁曦蕎（2024-2025）

## 外部連結
- 官方网站